# Fróði Haraldsson
Fróði Haraldsson (in norvegese: Frode Haraldsson; 880 circa – Dublino, ante 927) fu re di Romerike e di Telemark.

## Biografia
Fróði Haraldsson fu il quartogenito e il terzo figlio maschio di re Harald I Bellachioma e Gyða, figlia di Eiríkr, re di Hordaland.
Secondo l'Heimskringla nacque probabilmente attorno all'880 in un luogo non specificato.
Attorno al 900, quando re Harald aveva ormai all'incirca cinquant'anni, per cercare di placare le continue liti intestine tra i suoi figli e gli jarl, decise di accontentarli conferendo a molti di loro il titolo di re e divise il regno in vari potentati minori le cui rendite sarebbero spettate per metà a lui e per metà al sovrano locale, inoltre ai figli sarebbe stato concesso di sedere sotto il suo seggio ma sopra quello degli jarl. A Fróði fu assegnato il regno di Romerike e del Telemark da condividere insieme ai fratelli Sigtryggr e Þorgils.
In seguito Harald donò a Fróði e a suo fratello Þorgils alcune langskip con le quali effettuarono scorrerie nelle Isole Britanniche, in Scozia, Inghilterra e Irlanda. Nella Haralds saga ins Hårfagra si racconta che i due furono i primi capi vichinghi ad impossessarsi di Dublino, tuttavia questa affermazione è di dubbia veridicità storica e contrasta con gli annali irlandesi secondo cui il primo fu Turgesius già nell'839. Fróði morì probabilmente a Dublino ingerendo una bevanda avvelenata.